# IC 4299
IC 4299 est une galaxie spirale intermédiaire (barrée ?) située dans la constellation du Centaure. Sa vitesse par rapport au fond diffus cosmologique est de 4 306 ± 39 km/s, ce qui correspond à une distance de Hubble de 63,5 ± 4,5 Mpc (∼207 millions d'al). Cette galaxie a été découverte par l'astronome américain Lewis Swift en 1897.

## Groupe d'IC 4296
Selon A. M. Garcia, IC 4299 fait partie du groupe d'IC 4296. Ce groupe de galaxies compte au moins 15 membres, dont NGC 5114, NGC 5140, NGC 5215B, NGC 5215A et IC 4296.